# Fontaine de Mauperthuis
La fontaine de Mauperthuis est une fontaine du XVIIIe siècle située à Mauperthuis, en France.

## Localisation
La fontaine est située dans le département français de Seine-et-Marne, sur la commune de Mauperthuis.
Elle a donné son nom à la place qu'elle occupe.

## Historique

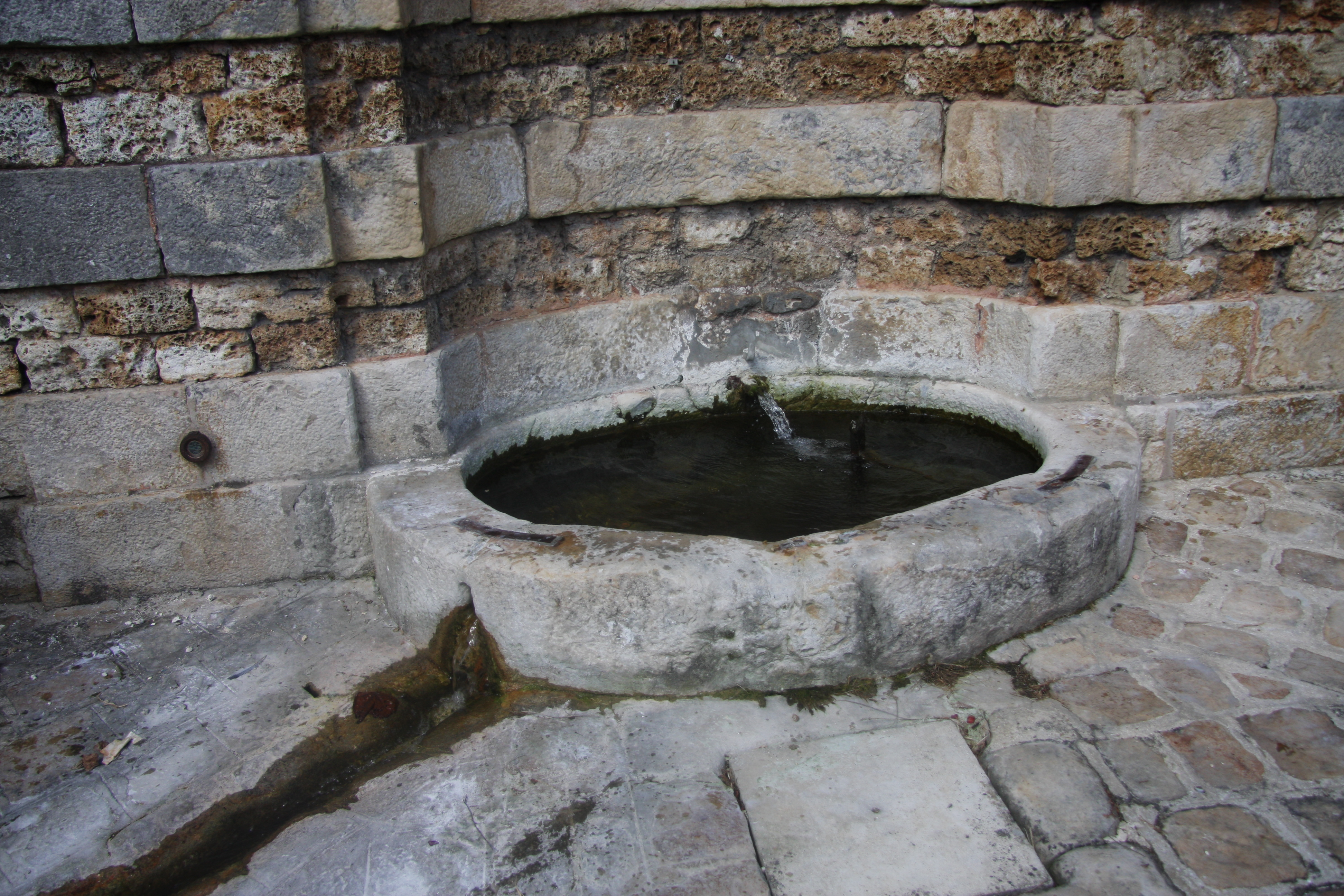
Détail

Achevée de construire en 1764, elle est l'œuvre de l'architecte Alexandre-Théodore Brongniart.
L'édifice est inscrit au titre des monuments historiques en 1969.